# Jiexiu
Jiexiu (介休 ; pinyin : Jièxiū) est une ville de la province du Shanxi en Chine. C'est une ville-district placée sous la juridiction administrative de la ville-préfecture de Jinzhong.

## Démographie
La population du district était de 366 680 habitants en 1999.